# Маис-Гранде
Маис-Гранде, Исла-Гранде-дель-Маис (исп. Isla del Maíz Grande) — самый большой из островов Маис в Карибском море у побережья Никарагуа. Площадь — 10 км², население — 6131 чел. (2005). Административно входит в муниципалитет Ислас-дель-Маис Автономного региона Атлантико-Сур.

## География

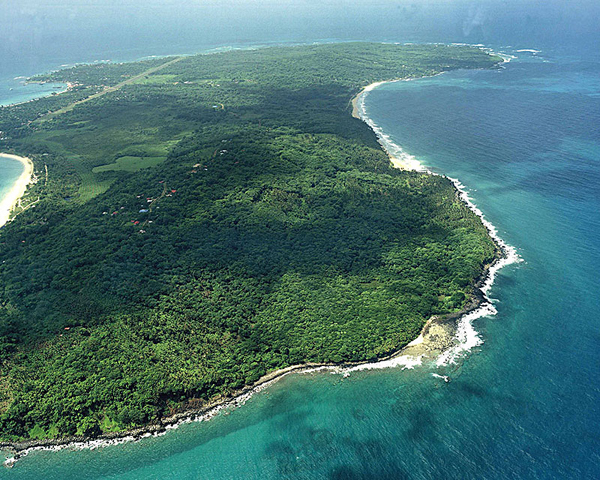
Вид на Маис-Гранде с высоты

Маис-Гранде расположен в Карибском море к востоку от города Блуфилдс (восточное побережье Никарагуа). По соседству находится остров Маис-Пекенья (исп. Isla del Maíz Pequeña) (2,9 км², 495 чел.), несколько меньших размеров. Принадлежит Никарагуа. Является островом вулканического происхождения, господствующие высоты — Плезант-Хилл и Куин-Хилл. Климат — жаркий и влажный, ярко выраженный сезон дождей протекает с мая по ноябрь.
Основное населения — потомки выходцев из Карибского бассейна (в основном негров), небольшая часть представлена приехавшими из континентальной части Никарагуа. Большинство говорит на трех языках — исленьо («островной», смесь индейских и африканских языков с английским и испанским), английском и испанском. Основа экономики туризм, рыболовство и сельское хозяйство. Имеется небольшой морской порт и обслуживающий местные линии аэропорт, который, в силу короткой ВПП, обслуживает только относительно небольшие винтовые самолёты.